# Kasmíri füzike
A kasmíri füzike (Phylloscopus subviridis) a verébalakúak (Passeriformes) rendjébe, ezen belül a füzikefélék (Phylloscopidae) családjába és a Phylloscopus nembe tartozó faj. Korábban a csilpcsalpfüzike alfajának tekintették. 9-10 centiméter hosszú. Afganisztán, India és Pakisztán hegyvidéki területein költ, télen a délebbi völgyekbe vándorol. Többnyire rovarokkal táplálkozik.

## Fordítás
- Ez a szócikk részben vagy egészben  a   Brooks's leaf warbler című angol Wikipédia-szócikk fordításán alapul.  Az eredeti cikk szerkesztőit annak laptörténete sorolja fel. Ez a jelzés csupán a megfogalmazás eredetét és a szerzői jogokat jelzi, nem szolgál a cikkben szereplő információk forrásmegjelöléseként.